# Aguas Buenas (Puerto Rico)
Aguas Buenas ist eine der 78 Gemeinden von Puerto Rico. Sie liegt im zentralen Hochland von Puerto Rico. Sie hatte 2020 eine Einwohnerzahl von 24.223 Personen.

## Geschichte
Aguas Buenas war ursprünglich ein Sektor von Caguas, der als Aguabuena bekannt war. Im Jahr 1798 begann eine Gruppe von Bewohnern, ihre Häuser in der Nähe einiger Flüsse in der Gegend zu errichten und nannten den Sektor Aguas Claras.
Die Anzahl der Bewohner wuchs mit der Zeit und am 25. Juli 1832 organisierten sie eine Versammlung und beschlossen, die notwendigen Vorbereitungen zu treffen, damit die Region zur Gemeinde erklärt werden konnte. Ein Einwohner bot einen Teil seines Anwesens an, das für den Bau eines Stadtplatzes, einer Kirche, des Rathauses und des Priesterhauses verwendet werden sollte.
Die Gemeinde wurde offiziell am 25. Mai 1838 gegründet und der Name wurde in Aguas Buenas geändert. Francisco de Salas Torres wurde zum ersten Bürgermeister ernannt. Anfangs basierte die Wirtschaft der Gemeinde auf Kaffeeplantagen und Handel. Am Ende des 19. Jahrhunderts hatte die Gemeinde knapp 7.000 Einwohner.

## Gliederung
Die Gemeinde ist in 10 Barrios aufgeteilt:
1. Aguas Buenas barrio-pueblo
2. Bairoa
3. Bayamoncito
4. Cagüitas
5. Jagüeyes
6. Juan Asencio
7. Mula
8. Mulita
9. Sonadora
10. Sumidero

## Wirtschaft
Nach seiner Gründung stützte sich die Wirtschaft von Aguas Buenas hauptsächlich auf Kaffeeplantagen. Heute dominieren vorwiegend industrielle Aktivität und der Dienstleistungssektor.

## Persönlichkeiten
- Ismael Cruz Córdova (* 1987), Schauspieler
- Joyce Giraud (* 1975), Schauspielerin und Model